# Szörényi Imre
Szörényi Imre (Vágmedence, 1905. május 12. – Budapest, 1959. január 17.) magyar orvos, biokémikus, fiziológus, egyetemi tanár, a biológiai tudományok doktora, a Magyar Tudományos Akadémia rendes tagja. Tudományos pályafutása jelentős részét (1929–1950) nyugat-európai és szovjetunióbeli emigrációban töltötte. Jelentős eredményeket ért el a fehérjék és enzimek funkcionális, élettani szempontú biokémiai kutatása terén.

## Életútja
Dr. Szörényi Tivadar (1863–1951) orvos és Schvitzer Berta fia. 1922-től 1927-ig folytatott orvosi tanulmányokat a budapesti Pázmány Péter Tudományegyetem orvostudományi karán. Már 1924-től az egyetemen Hári Pál irányítása alatt működő élet- és kórvegytani intézetben dolgozott mint díjtalan gyakornok, 1926 és 1928 között pedig mint díjas gyakornok. 1928–1929-ben a II. számú belgyógyászati klinika externista szakorvosa volt. Időközben 1929-ben orvosi oklevelét is megszerezte a fővárosi tudományegyetemen, de miután egyetlen tudományos intézetben sem tudott elhelyezkedni, külföldre távozott.
1929-től 1933-ig Otto Heinrich Warburg berlin-dahlemi sejtélettani intézetének, illetve Julius Wohlgemuth biokémiai laboratóriumának munkatársaként folytatott kutatásokat. 1933–1934-ben a Bázeli Egyetemen, Verzár Frigyes élettani intézetében végzett vizsgálatokat. 1934-ben a kijevi Ukrán Tudományos Akadémia Biokémiai Intézetének vezetője, Olekszandr Volodimirovics Palladin ajánlott kutatói állást számára, amit el is fogadott, s 1950-ig az ukrán fővárosban élt. Tudományos fokozatait Moszkvában szerezte meg, 1936-ban a biológiai tudományok kandidátusa, 1942-ben doktora lett. 1945-ben a biokémiai intézet szövetfehérje-laboratóriumának vezetését bízták rá, egyidejűleg a kijevi Mikrobiológiai Intézet biokémiai osztályán folyó tudományos munka irányítását is elvállalta. Kutatói pályafutásával párhuzamosan címzetes egyetemi tanárként a kijevi Tarasz Sevcsenko Egyetemen is tartott biokémiai előadásokat.
1950-ben hazatért Magyarországra, kormányzati felkérésre megszervezte s haláláig igazgatta az MTA Biokémiai Intézetét. Egyidejűleg 1950-től a Budapesti Orvostudományi Egyetem II. számú kémiai–biokémiai intézetének igazgatói feladatait is ellátta tanszékvezető egyetemi tanárként. Súlyos betegsége miatt 1953-ban egyetemi állásától megvált, intézményszervezői energiáit és kutatói figyelmét a biokémiai intézetben folyó munkálatoknak szentelte.
Szörényi Erzsébet (1904–1987) paleontológus öccse volt. Nővére a Magyar Királyi Földtani Intézetben dolgozott, ahonnan 1938-ban elbocsátották, arra való hivatkozásul, hogy öccse a Szovjetunióba emigrált.

## Munkássága
Pályája elején, a különböző nyugat-európai kutatóintézetekben töltött évei alatt többek között a tápanyag-felszívódás, különösen a lipidek emészthetőségének biokémiai hátterével foglalkozott (Verzár irányítása alatt), vizsgálta a fény sejtélettani hatásait mikroorganizmusokon (Wohlgemuth intézetében), továbbá a kationoknak az élesztő erjedési folyamataira, metabolizmusára gyakorolt hatását is tanulmányozta. Szovjetunióbeli évtizedei során tudományos érdeklődése elsősorban az izomszövetek anyagcseréjének kérdéseire, az izomképzés élettani folyamatainak biokémiai hátterére irányult, kutatásai során több új izomfehérjét és -enzimet izolált. További jelentős eredményeket ért el az egészséges és kóros idegszöveti anyagcsere-folyamatok, az epileptikus anyagcserezavar biokémiai szempontú kutatásában, továbbá a sejtszintű szénhidrát-anyagcserét szabályozó Pasteur-effektus mechanizmusának feltárásában. A második világháború évei alatt antibiotikum-kutatásokat végzett. Az 1950-es években elsősorban fehérjekémiával, a fehérjék és enzimek kémiai szerkezete és biológiai funkciója közötti összefüggések, hatásmechanizmusok feltérképezésével, valamint a sejten belüli energiaátvitelért felelős adenozin-trifoszfát (ATP) kutatásával foglalkozott.

### Társasági tagságai és elismerései
A Magyar Tudományos Akadémia 1950. decemberben levelező taggá, 1953. májusban rendes taggá választotta. Éveken át volt az MTA V. Osztálya vezetőségének, valamint több bizottságának tagja. Munkássága elismeréseként a Szovjetunióban 1951-ben megosztott Állami Sztálin Díjban részesült.

### Főbb művei
- The influence of alkali cations on the fermentation capacity of yest.  The Biochemical Journal,   (1935)
- Studien über den Mechanismus des pasteurschen Reaktion.  Ukrainian Biochemical Journal,   (1940)
- Az elméleti fehérjekutatás néhány időszerű kérdéséről.  Az MTA Biológiai és Orvosi Tudományok Osztályának Közleményei,   (1956)   329–348. o.
- A fermentek kémiai szerkezete és biológiai funkciója közötti kapcsolat néhány kérdéséről.  Az MTA Biológiai Csoportjának Közleményei,   (1959)   3–25. o.